# Estrella de Belén, Palenque
Estrella de Belén är en ort i Mexiko.   Den ligger i kommunen Palenque och delstaten Chiapas, i den sydöstra delen av landet, 800 km öster om huvudstaden Mexico City. Estrella de Belén ligger 143 meter över havet och antalet invånare är 179.
Terrängen runt Estrella de Belén är kuperad åt sydväst, men åt nordost är den platt. Runt Estrella de Belén är det ganska glesbefolkat, med 34 invånare per kvadratkilometer. Närmaste större samhälle är El Desierto, 2,7 km väster om Estrella de Belén. Omgivningarna runt Estrella de Belén är en mosaik av jordbruksmark och naturlig växtlighet.